# Jean Jérôme
Jean Jérôme, właśc. Michel Feintuch (ur. w 1906, zm. w 1990) – francuski komunista pochodzenia żydowskiego, uczestnik francuskiego ruchu oporu.

## Młodość
Urodził się na terenie Galicji w ubogiej, wielodzietnej rodzinie żydowskiej. Uczył się w żydowskiej szkole, znał hebrajski i jidysz. Wcześnie musiał zaczął pracę i jako szesnastolatek zapisał się do związku zawodowego, a następnie zaczął uczęszczać na tajne spotkania partii komunistycznej. Dwukrotnie zatrzymywany za udział w manifestacjach organizowanych przez tę partię, nie mógł w konsekwencji znaleźć pracy i by uniknąć służby wojskowej w batalionie karnym uciekł za granicę.
Od 1927 mieszkał w Belgii, studiując w Liège, skąd jednak po roku został wyrzucony, być może za nie do końca zbadane kontakty z centralną Kominternu. Od 1928 nielegalnie przebywał we Francji, gdzie nie bez trudności otrzymał pracę jako elektryk. Działał w związkach zawodowych CGTU oraz w powstałej przy partii komunistycznej organizacji imigranckiej MOE (Main d'œvre etrangère, pl. Zagraniczna Siła Robocza), w jej polskojęzycznej komórce. W 1931 został wykryty przez policję i wyrzucony z Francji do Belgii, do której nigdy nie dojechał, wracając nielegalnie do Paryża.
Jego działalność w latach 1931-1939 nie jest dokładnie zbadana. Wiadomo, że działał w Profinternie, zaś w 1933 spotykał się z Friedem, wysłannikiem Kominternu w Paryżu. Od 1937 brał aktywny udział w prowadzonej przez PCF akcji solidarnościowej z hiszpańskimi republikanami, biorąc udział w wysyłce broni i innej pomocy materialnej do Hiszpanii. Po przegranej republikanów w hiszpańskiej wojnie domowej grupa, w której działał, przeorientowała swoją działalność na pomoc zbiegłym z Hiszpanii działaczom republiki, prowadząc przy okazji przemyt złota i drogich kamieni przez granicę hiszpańską.

## Ruch oporu
Feintuch, znany jako Jean Jérôme dopiero od 1940, nie był pierwszoplanowym działaczem politycznym komunistów, odgrywał jednak niezwykle ważną rolę w aparacie technicznym organizacji partyjnej. Od początku istnienia ruchu oporu zajmował się kwestiami czysto technicznymi, związanymi głównie z drukowaniem i kolportażem podziemnych wydawnictw. Nadal utrzymywał kontakty z Kominternem i z gaullistowskimi grupami antyfaszystowskimi. W kwietniu 1943 został aresztowany w czasie spotkania z Betką Brikner, łączniczką FTP-MOI i spędził resztę wojny w więzieniu.

## Działalność w PCF
Również powojenne działania Jérôme'a w PCF w dużej mierze pozostały niewyjaśnione. Oficjalnie był do lat 70. zatrudniony na czysto technicznym stanowisku w partii. Równocześnie nieoficjalnie zajmował się kwestiami Bloku Wschodniego, wielokrotnie podróżował do Polski i do Czechosłowacji, uczestniczył w posiedzeniach kierowniczych ciał partii, których członkiem nigdy formalnie nie został. Skłania to wielu historyków do przyjęcia poglądu, iż pełnił on w PCF rolę obserwatora z Moskwy, kontrolującego działalność partii komunistycznej na zachodzie, następcy pełniącego taką rolę przed wojną Frieda. Philippe Robrieux wysunął również tezę o tym, iż głównym zajęciem Jérôme'a było pozyskiwanie pieniędzy dla PCF, nie zawsze z legalnych źródeł. Sam Jérôme, chociaż uważany był przez partyjnych towarzyszy za tajemniczą i zagadkową postać, zawsze przyznawał się jedynie do pełnienia zadań technicznych – organizacji bibliotek komunistycznych i współpracy przy działaniu partyjnego wydawnictwa.
Został odznaczony Medalem Ruchu Oporu (Médaille de la Résistance), Krzyżem Wojennym (Croix de Guerre) oraz Legią Honorową V klasy za działalność w ruchu oporu. Napisał dwie książki autobiograficzne: La Part des Hommes oraz Les Clandestins (1940-44).